# 야나모리촌
야나모리촌/야나기모리촌(柳森村)은 일본 아이치현 아이치군에 설치되었던 촌이다. 현재의 나고야시 나카무라구·나카가와구의 일부에 해당한다.